# Discocalyx maculata
Discocalyx maculata är en viveväxtart som beskrevs av Elmer Drew Merrill. Discocalyx maculata ingår i släktet Discocalyx och familjen viveväxter. Inga underarter finns listade i Catalogue of Life.